# Neurotic Outsiders (album)
Neurotic Outsiders – jedyny album autorstwa Neurotic Outsiders, wydany w 1996.

## Spis utworów
Wszystkie piosenki napisał Steve Jones chyba, ze zaznaczono inaczej.
1. „Nasty Ho” – 4:32
2. „Always Wrong” (John Taylor) – 3:25
3. „Angelina” – 2:55
4. „Good News” – 3:32
5. „Better Way” (Jones, John Taylor) – 4:22
6. „Feelings Are Good” (John Taylor) – 3:23
7. „Revolution” – 3:48
8. „Jerk” – 4:10
9. „Union” – 4:29
10. „Janie Jones” (Joe Strummer, Mick Jones) – 1:53
11. „Story of My Life” – 4:10
12. „Six Feet Under” (Jones, Duff McKagan) – 4:00